# Melanchitonini
Melanchitonini son una tribu de coleópteros adéfagos perteneciente a la familia Carabidae. 

## Géneros
Tiene los siguientes géneros:
- Dicaelindus
- Melanchiton
- Melanchrous